# Anton Pergelt
Anton Pergelt (11. ledna 1853 Žofín – 8. října 1910 Vídeň) byl rakouský a český právník a politik německé národnosti, na přelomu 19. a 20. století poslanec Českého zemského sněmu a Říšské rady.

## Biografie
Vystudoval práva na Vídeňské univerzitě, kde roku 1881 získal titul doktora práv. Věnoval se pak advokacii, nejprve v kanceláři vídeňského advokáta Franze, od roku 1886 jako samostatný advokát ve Vídni.
Roku 1892 zasedl po doplňovací volbě v Říšské radě (celostátní zákonodárný sbor). Nastoupil 18. ledna 1892 místo Karla Hielleho. Zastupoval městskou kurii, obvod Rumburk, Krásná Lípa atd. Mandát obhájil za týž obvod ve volbách do Říšské rady roku 1897 a volbách do Říšské rady roku 1901. Na Říšské radě byl členem klubu Sjednocené německé levice, do kterého se spojilo několik ústavověrných (liberálně a centralisticky orientovaných) proudů. Vystoupil z něj v listopadu 1896 v rámci hromadného odchodu poslanců převážně řad Němců z Čech. Patřil následně mezi zakladatele Německé pokrokové strany a byl jedním z jejích hlavních politiků. Uspěl i ve volbách do Říšské rady roku 1907, konaných již podle všeobecného a rovného volebního práva. Zvolen byl za obvod Čechy 098. Zasedl v poslaneckém klubu Německé pokrokové sjednocení.
Koncem století se zapojil i do zemské politiky. Ve volbách v roce 1895 byl zvolen v kurii venkovských obcí (volební obvod Rumburk) do Českého zemského sněmu. Uvádí se jako německý liberál (Německá pokroková strana). Zemský mandát ve svém volebním okrsku obhájil i ve volbách v roce 1901 a volbách v roce 1908.
Zemřel v říjnu 1910 po šestitýdenním onemocnění. Dne 25. srpna 1910 byl v těžkém stavu převezen zpět do Vídně z Mariánských Lázní. Trpěl kornatěním tepen, ke kterému se přidala srdeční slabost.